# Canale (Pergine Valsugana)
Canale è una frazione di 893 abitanti del comune di Pergine Valsugana situata nella Provincia autonoma di Trento, in Trentino-Alto Adige.
È situata vicino al conoide di Susà e al Rio Merdar. Il nucleo più antico, risalente all'Ottocento, si raccoglie attorno alla piazza della Fontana e comprende una serie di case unite una all'altra.

## Monumenti e luoghi d'interesse
- Chiesa di San Giovanni Battista
- Piazza della Fontana
- Campo di calcio a 5
- Rio Merdar